# Национальная библиотека Чувашской Республики
Национальная библиотека Чувашской Республики (чув. Чăваш Республикин Наци библиотеки) является главным государственным книгохранилищем республики, координационным центром для государственных и муниципальных библиотек, научной общедоступной библиотекой универсального профиля, информационным центром, обслуживающим органы законодательной и исполнительной власти Чувашской Республики, региональным методическим центром, функционирующим в единой информационной системе России, организационным центром по корпоративной аналитической росписи местных периодических изданий и сборников, республиканским государственным хранилищем произведений печати. Фонд библиотеки составляет более 2-х миллионов единиц, из них около 56 тысяч книг на чувашском языке.
Библиотека является членом Российской библиотечной Ассоциации. С 2001 г. входит в корпорацию «Межрегиональная аналитическая роспись статей». С 2002 г. библиотека стала участником библиотечного консорциума RUSLANet «Корпоративная библиотечная система Северо-западного региона России для науки и высшего образования».

## История

### До 1918 г.
Чебоксарская городская публичная библиотека основана 12 (24) января 1871 года. Ее создание было инициировано группой разночинной демократической интеллигенции. Книжное собрание с самого начала пополнялось благодаря пожертвованиям и дарам от частных лиц. В управлении библиотекой и ее финансировании в разные годы принимали участие видные представители интеллигенции и деловые люди города: врачи Pафаил Заленский и Семён Вишневский, учителя Константин Михайлов (первый выборный библиотекарь) и Михаил Федоров (автор поэмы «Арҫури»), купцы Федор Дряблов, Прокопий Ефремов и его сын Николай, священник Благовещенской церкви в Чебоксарах и благочинный Чебоксарского городского округа Андрей Скарабевский и другие.
В 1889 г. в библиотеке открылся читальный зал, который ежедневно посещали 7-8 человек. В 1892 г. городская управа стала выделять библиотеке небольшую субсидию, что позволило содержать платного библиотекаря, и увеличился объем книжного фонда до 4 тысяч изданий.  
В 1900 году в её фондах насчитывалось 3987 книг, а в 1910 — 4663. В одной комнате размещалось книгохранилище, в другой — читальный зал. Читальный кабинет работал ежедневно с 17:00 до 20:00, а по праздникам — с 12:00 до 17:00. Первоначально литература на дом не выдавалась, но с 1891 года было разрешено брать журналы с 20:00 до 18:00 следующего дня. Выдачу книг для чтения на дому производили с 18:00 до 20:00 без залога.
Вплоть до Октябрьской революции книг и газет на чувашском языке и материалов о чувашах в библиотеке не было. Библиотека не выписывала даже первую чувашскую газету «Хыпар», выходившую с января 1906 года.

### 1918 — 1991

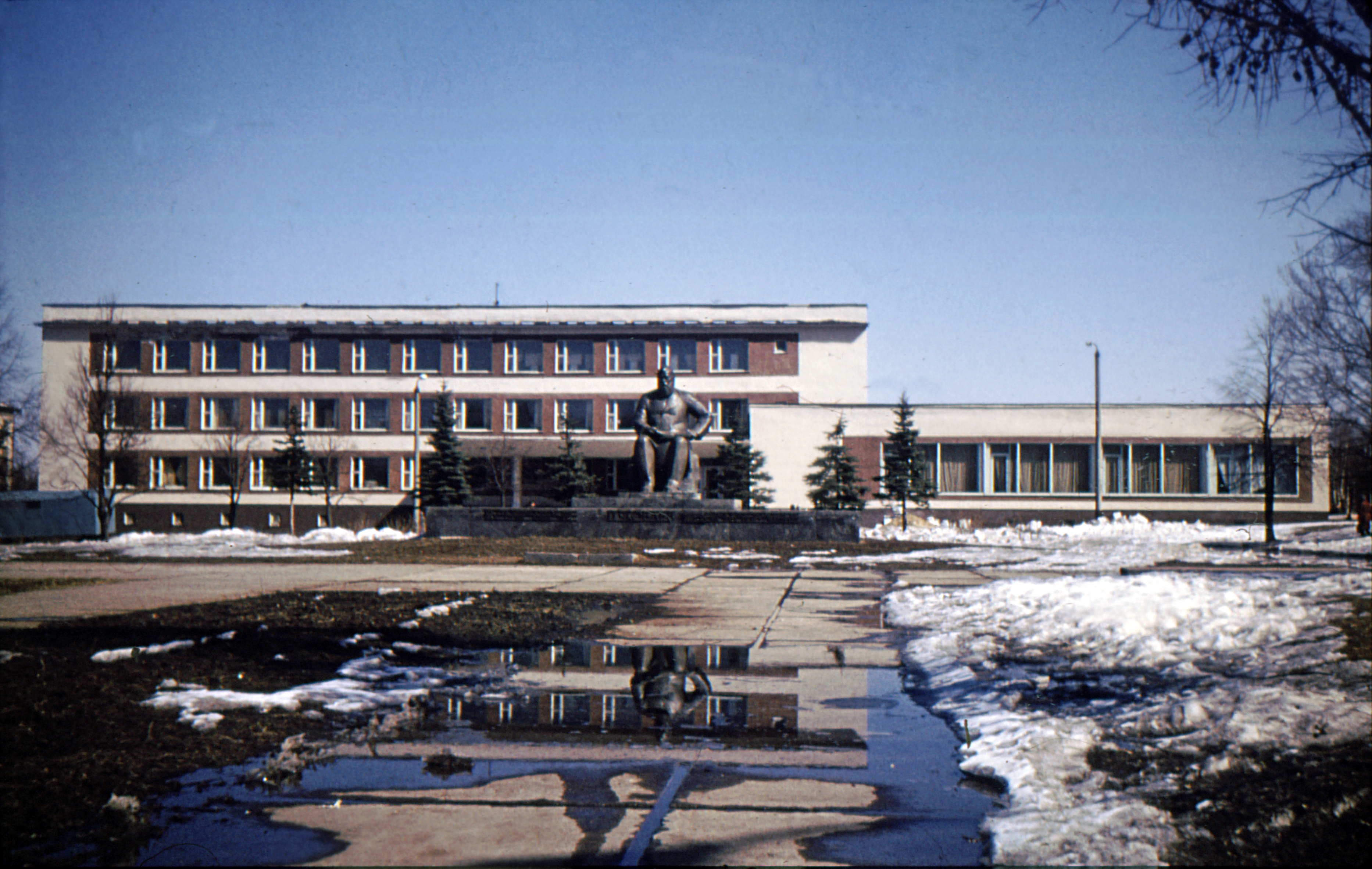
Здание библиотеки до реконструкции, 1987 год

В 1918-1920 г.  Чебоксарская общественная публичная библиотека была подведомственна Чебоксарскому уездному отделу народного образования Казанской губернии. За это время количество читателей с 162 выросло до 760, открылся читальный зал на 55-60 чел., в штате работали 4 библиотекаря. Первыми библиотекарями стали учитель городского приходского училища К.Я. Михайков, врач С.М. Вишневский, учителя Е.А. Астрономов, Е.В. Герасимов, А.К. Ямбиков, Н.П. Матвеев, В.Л. Николаев. После образования Чувашской автономной области (1920) библиотека перешла в ведение Чувашского областного отдела народного образования, с образованием Чувашской АССР (1925) – Народный комиссариата просвещения Чувашской АССР. Тогда же она была принята на государственный бюджет. Были открыты отделы беллетристики, научной литературы, оформлен алфавит.ный каталог. Регулярно проводились книжные выставки. 
В 1938 г. библиотека преобразована в Чувашскую республиканскую библиотеку имени М. Горького. Она стала методическим центром для сети сельских и районных библиотек республики. Открылись межбиблиотечный абонемент (МБА) и заочный абонемент, справочно-библиографический и методический отделы. С 1939 г. началось внедрение новой системы классификации фондов. 
В годы Великой Отечественной войны библиотека продолжала работать: сотрудники не только обслуживали читателей, но и выезжали с книгами в госпитали и войсковые части, собирали книги для восстановления разрушенных фашистами библиотек.
При неуклонном росте книжного фонда библиотека размещалась в неприспособленном здании: в 1940-1972 годах она занимала бывшее двухэтажное здание купца Ф.П. Ефремова. Библиотека сменила несколько адресов и лишь в 1972 г. поселилась в собственном здании по проспекту Ленина, построенном к 100-летию главной библиотеки Чувашии. Она получила возможность одновременно обслуживать до 500 читателей.

### После 1991
С 1991 г. началась компьютеризация библиотечно-библиографических процессов. В 1994 г. Чувашская республиканская библиотека имени М. Горького обрела современное название, получив статус национальной. Статус национальной библиотеки позволил выйти на новый уровень развития: усилить роль библиотеки как наиболее полного массива национальной печати и литературы о республике, активизировать работу по созданию национальной библиографии, стать методическим центром по работе с национальной литературой. 
С 1995 г. начато формирование электронного каталога; с 2003 г. его формирование осуществляется на основе корпоративной машиночитаемой каталогизации в рамках создания Сводного каталога библиотек России и проекта «МАРС (Межрегиональная аналитическая роспись статей)». Были автоматизированы процессы учета и регистрации новых поступлений, информационно-библиографического обслуживания, запись и перерегистрация читателей.
В 2000 г. создан Публичный центр правовой информации (ПЦПИ), предоставляющий доступ к книгам, периодическим изданиям и к справочно-правовым системам: «Гарант», «Консультант Плюс», «Законодательство России».
В октябре 2003 г. открыт Центр открытого доступа к Интернет в рамках программы «Обучение и доступ к Интернет» (Internet Access and Training Program — IATP). Он представляет собой компьютерный класс с 10 компьютерами, мультимедийным проектором. На его базе в настоящее время функционирует Учебный центр.
В июле 2005 г. библиотека получила сертификат на право каталогизации в Сводном каталоге библиотек России. В этом же году библиотека стала дистрибьютором по распространению АИБС «ИРБИС» в регионе. При отделе точных технических наук и прикладной экономики был создан Патентно-информационный центр,  На базе отдела научно-исследовательской и методической работы был образован межрегиональный тренинг-центр по обучению новым библиотечным технологиям. Центр открыт с целью создания мобильной системы обучения библиотечных работников, преимущественно сельской местности.
В 2006-2009 гг. прошла реконструкция основного здания библиотеки, в сентябре 2011 г. закончено строительство нового корпуса – четырехэтажного пристроя. В обновленном и новом зданиях на площади 12800 квадратных метров разместились специализированные залы с доступом к цифровым ресурсам, залы для обслуживания читателей и проведения мероприятий. Количество читательских мест – 750, из них компьютеризированных – 75.
В фонде хранится более 2 миллионов экземпляров документов. Краеведческий фонд, насчитывающий около 215 тысяч документов, из них 60 тысяч – на чувашском, включает наиболее полное в мире собрание документов о Чувашии.
Все процессы библиотечной деятельности автоматизированы в информационно-библиотечной системе «ИРБИС». Электронный каталог полностью отражает книжный фонд библиотеки, формируется электронная библиотека.
Каждый день в библиотеку приходят свыше 500 посетителей, к электронным ресурсам в дистанционном формате ежедневно обращаются более тысячи человек.
В 2021 г. – в год своего 150-летия – Национальная библиотека Чувашской Республики награждена Благодарностью Главы Чувашской Республики, почетными грамотами Чувашской Республики и Совета Федерации Федерального Собрания Российской Федерации.

### Современное состояние
Сегодня Национальная библиотека Чувашской Республики - это информационный и культурный центр, место реализации общественных проектов и гражданских инициатив. Располагающая обширным фондом (2 049 648 ед. хранения), библиотека предлагает различные услуги и комфортную среду для образования, исследовательской работы, самореализации и отдыха: читальные залы для работы с документами, актовые и конференц-залы, выставочные залы, залы с доступом к цифровым ресурсам - электронный читальный зал, Публичный центр правовой информации, учебный центр, Центр поддержки технологий и инноваций. Во всех залах обслуживания читателей внедрена автоматизированная книговыдача, имеются компьютерные рабочие места.
Богатая и интересная история библиотеки является отражением духовной и культурной жизни края. Она началась 150-лет назад как движение за создание центра просвещения и культуры, к счастью, эти традиции сохранились и поныне. Библиотека остается центром притяжения для разной аудитории, объединяя усилия научных, культурных учреждений, творческих союзов, общественных организаций в продвижении книги и чтения. Выставки и презентации, вечера и конференции, конкурсы и фестивали, проходящие в стенах библиотеки, крупномасштабные культурные акции становятся заметными и яркими событиями в жизни республики.
С 16 ноября 2020 г. директор библиотеки - Роза Михайловна Лизакова.
Учредитель – Министерство культуры, по делам национальностей и архивного дела Чувашской Республики.

## Ресурсы
Фонды и коллекции
Каталоги и базы данных
Электронная библиотека Чувашской Республики
Культурное наследие Чувашии
Литературная карта Чувашии Архивная копия от 2 февраля 2022 на Wayback Machine
Знаменательные и памятные даты Чувашии
Литературная палитра Чувашии: 100 книг для прочтения
365 дней с выдающимися людьми Чувашии
Летопись печати Чувашской Республики
Электронные издания Национальной библиотеки Чувашской Республики
Конкурсы, проекты, акции
Виртуальные выставки
Чувашская Республика: летопись столетия : проект Национальной библиотеки Чувашской Республики к 100-летию образования Чувашской автономной области
75-я годовщина победы в Великой Отечественной войне 1941-1945 гг.